# Liste der Auslandsvertretungen von Guinea-Bissau

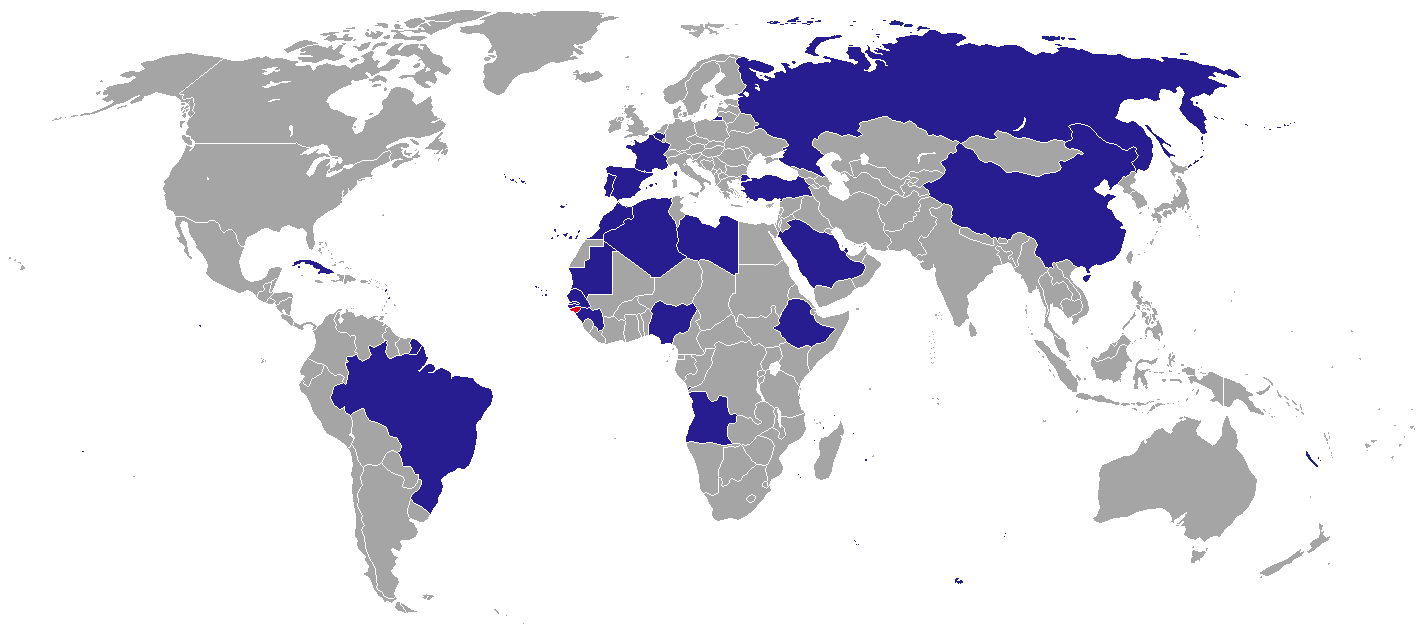
Standorte der diplomatischen Vertretungen von Guinea-Bissau

Dies ist eine Liste der diplomatischen und konsularischen Vertretungen von Guinea-Bissau.

## Diplomatische und konsularische Vertretungen

### Afrika
| - Algerien: Algier, Botschaft - Angola: Luanda, Botschaft - Äthiopien: Addis Ababa, Botschaft - Gambia: Banjul, Botschaft - Guinea: Conakry, Botschaft | - Kap Verde: Praia, Botschaft - Nigeria: Abuja, Botschaft - Senegal: Dakar, Botschaft - Senegal: Ziguinchor, Generalkonsulat |

### Amerika
- Brasilien: Brasília, Botschaft
- Kuba: Havanna, Botschaft
- Venezuela: Caracas, Botschaft

### Asien
- Volksrepublik China: Peking, Botschaft
- Iran: Teheran, Botschaft
- Türkei: Ankara, Botschaft

### Europa
| - Belgien: Brüssel, Botschaft - Frankreich: Paris, Botschaft - Portugal: Lissabon, Botschaft | - Russland: Moskau, Botschaft - Spanien: Madrid, Botschaft |

## Vertretungen bei internationalen Organisationen
- Vereinte Nationen: New York, Delegation
- CPLP: Lissabon, Vertretung